# Мини-полиспаст
Ми́ни-полиспа́ст — полиспаст, система из корделета диаметром 7—8 мм и пары овальных карабинов, которую блокируют узлом мула. Применяют при спасательных работах при необходимости приподнять груз или снять нагрузку с альпинистской верёвки.

## Способ завязывания
Для создания мини-полиспаста используют корделет диаметром 7—8 мм и пару овальных карабинов круглого сечения с большим диаметром прутка. Делают 2—3 оборота вокруг карабинов и застопоривают узлом мула.
1. Завязать восьмёрку на конце корделета.
2. Прощёлкнуть восьмёрку в верхний карабин (обязательно).
3. Замуфтовать карабины.
4. Сделать 3 оборота на паре карабинов.
5. Застопорить мини-полиспаст узлом мула, который состоит из рифового и контрольного узлов.

## Признаки
Плюсы
- Узел — прост
- Позволяет приподнять груз
- Позволяет снять нагрузку с верёвки
- Легко завязывать
- Легко развязывать

Минусы
- Обязательно требуется пара овальных карабинов с муфтой
- Для безопасного использования карабины должны быть обязательно замуфтованы
- Необходимо следить за отсутствием перехлёстов в системе мини-полиспаста

## Применение
В морском деле
- Широко применяли на кораблях парусного флота для подъёма чего-либо на мачты

В спасательных работах
- В спасательных работах мини-полиспаст применяют при подъёме груза или снятии нагрузки с верёвки